# Liliana Cavani
Liliana Cavani (* 12. ledna 1933 Carpi, provincie Modena) je italská režisérka a scenáristka.

## Život a kariéra
Narodila se do dělnické rodiny (Carpi, 1933), absolvovala klasickou filologii na Boloňské univerzitě. V roce 1960 se zapsala na Centrum experimentálního filmu (Centro Sperimentale di Cinematografica), kde obdržela diplom za krátké filmy 'Noční setkání' (Incontro notturno, 1961) a 'Událost' (L'evento, 1962).
Po výhře soutěže s Radiotelevisione Italiana (RAI), režírovala spoustu různých zajímavých dokumentů pro Italskou TV, od 'Historie III. Říše'* (Storia del III Reich, 1962-63) po 'Ženu v odporu' (La donna nella Resistenza, 1965). Jejím debutem v dlouhometrážním filmu byl 'František z Assísi' (Francesco d'Assisi, 1966), produkovaný televizí, a skvěle zahraný Lou Castelem, kolumbijským hercem; natočen v období politických neklidů, byl film svou povahou manifestem nesouhlasícího katolicismu.
Její další film, 'Galileo' (1968), ozřejmil různé vztahy mezi intelektuály a sílou, zatímco další silný film 'Já kanibal' (I cannibali, 1969) nabízí odraz zločinů autorit, inspirujíce se Sofoklem z 'Antigony'. Toto dílo nebylo veřejností příliš dobře přijato, tak se Cavani vrátila do televize se sérií dokumentů 'Děti a my' (I bambini e noi, 1970).
Po smutném příběhu společenských odvrženců 'Host' (L'ospite, 1971) uskutečnila zajímavý výlet do Orientální mystiky 'Milarepa' (1974).
Ve stejném roce vytvořila své mistrovské dílo 'Noční vrátný' (Il portiere di notte, 1974), otevřený výpad vůči Nacizmu, vykreslujíce dvojznačné pouto mezi Židovskou dívkou a jejím ex-bachařem z SS.
Roku 1979 byla členem poroty Berlínského filmového festivalu
O tři roky později, natočila film analyzující vztah mezi Nietzschem, Lou Andreas-Salomé a Paulem Rée 'Mimo dobro a zlo'(Al di là del bene e del male, 1977). Roku 1981 natočila bystrý a poutavý přepis Malaparteho novely 'Kůže' (La pelle, 1981), kde dosáhla jednoho ze svých nejlepších výkonů.
Nešťastný snímek 'Za dveřmi' (1983), zmatená zápletka incestu umístěná v Maroku, předcházela úspěšnějšímu snímku 'Berlínská aféra' (Interno berlinese, 1985), který vypráví o milenecké aféře dvou žen za nacismu. Návrat k 'Františku z Assísi'(?) (scénář pro RAI, 1966 'Francesco d'Assisi'; režie 'Francesco', 1989) je přesvědčivý, také díky výkonu Mickey Rourkeho.
Film 'Kde jsi? Já jsem zde" (Dove siete? Io sono qui, 1993) se zdá být křehký, zatímco 'Ripliho Hra' (Il Gioco di Ripley, 2002) nabízí osobitou interpretaci novely Highsmithové

## Filmografie

### Režie
- Primo Piano: Philippe Pétain processo a Vichy (1965) (TV)
- Francesco d'Assisi (1966)
- Galileo (1969)
- I cannibali (1970)
- L'ospite (1972)
- Milarepa (1974)
- Il portiere di notte (1974)
- Al di là del bene e del male (1977)
- La pelle (1981)
- Oltre la porta (1982)
- Interno berlinese (Berlínská Aféra) (1985)
- Francesco (1989)
- La traviata (1989) (TV)
- Dove siete? Io sono qui (1993)
- Cavalleria rusticana (1996) (TV)
- Manon Lescaut (1998) (TV)
- Il gioco di Ripley (Ripliho Hra) (2002)
- De Gasperi, l'uomo della speranza (2005) (TV)
- Mammt (2008)

### Scénář
- Francesco d'Assisi (1966)
- Galileo (1969)
- I cannibali (1970)
- L'ospite (1972)
- Milarepa (1974)
- Il portiere di notte (1974)
- Al di là del bene e del male (1977)
- La pelle (1981)
- Oltre la porta (1982)
- Interno berlinese (Berlínská Aféra) (1985)
- Francesco (1989)
- Dove siete? Io sono qui (1993)
- Il gioco di Ripley (Ripliho Hra) (2002)
- De Gasperi, l'uomo della speranza (2005) (TV)